# 한화 이글스의 선수 목록 (2021년~현재)
| 연도   | 투수   | 포수   | 1루수  | 2루수  | 3루수  | 유격수 | 우익수 | 중견수 | 좌익수   | 지명타자 |
| 2021년 | 킹엄   | 최재훈 | 페레즈 | 정은원 | 노시환 | 하주석 | 김태연 | 노수광 | 장운호   | 이성곤   |
| 2022년 | 장민재 | 최재훈 | 김인환 | 정은원 | 노시환 | 하주석 | 이진영 | 터크먼 | 노수광   | 김태연   |
| 2023년 | 페냐   | 최재훈 | 김태연 | 정은원 | 노시환 | 이도윤 | 이진영 | 문현빈 | 윌리엄스 | 채은성   |
| 2024년 | 페냐   | 최재훈 | 김태연 | 정은원 | 노시환 | 이도윤 | 이진영 | 문현빈 | 윌리엄스 | 채은성   |

## 전체 명단
- 다음은 해당 연도 정규 리그에 최소 한 경기 이상 출장(녹색 칸의 경우 해당 포지션 최다 출장)한 선수 명단이다.

### 투수
| 2021년          | 2022년          | 2023년          | 2024년          |
| 김민우          | 김민우          | 김민우          | 김민우          |
| 장민재          | 장민재          | 장민재          | 장민재          |
| 김범수          | 김범수          | 김범수          | 김범수          |
| 박상원          | 박상원          | 박상원          | 박상원          |
| 주현상          | 주현상          | 주현상          | 주현상          |
| 윤대경          | 윤대경          | 윤대경          | 윤대경          |
| 펠릭스 페냐     | 펠릭스 페냐     | 펠릭스 페냐     | 펠릭스 페냐     |
| 리카르도 산체스 | 리카르도 산체스 | 리카르도 산체스 | 리카르도 산체스 |
| 라이언 카펜터   | 라이언 카펜터   | 라이언 카펜터   | 라이언 카펜터   |
| 닉 킹엄         | 닉 킹엄         | 버치 스미스     | 하이메 바리아   |
| 라이언 카펜터   | 라이언 카펜터   | 한승혁          | 한승혁          |
|                 | 예프리 라미레즈 | 라이언 와이스   |                 |
| 김기중          | 김기중          | 김기중          | 김기중          |
| 이충호          | 이충호          | 이충호          | 이충호          |
|                 | 이민우          | 이민우          | 이민우          |
| 장시환          | 장시환          | 장시환          | 장시환          |
|                 | 김규연          | 김규연          | 김규연          |
|                 |                 | 류현진          | 류현진          |
|                 |                 | 장지수          | 장지수          |
|                 |                 | 김서현          | 김서현          |
| 윤산흠          | 윤산흠          | 윤산흠          | [ 1 ]           |
| 강재민          | 강재민          | 강재민          | [ 2 ]           |
| 남지민          | 남지민          | 남지민          | 남지민          |

### 포수
| 2021년 | 2022년 | 2023년 | 2024년 |
| 최재훈 | 최재훈 | 최재훈 | 최재훈 |
| 박상언 | 박상언 | 박상언 | 박상언 |
| 장규현 | [ 3 ]  | [ 4 ]  | 장규현 |
|        | 허인서 | [ 5 ]  | [ 6 ]  |

### 내야수
| 2021년 | 2022년 | 2023년 | 2024년 |
| 노시환 | 노시환 | 노시환 | 노시환 |
| 하주석 | 하주석 | 하주석 | 하주석 |
| 김건   | [ 7 ]  | 김건   | [ 8 ]  |
| 정민규 | 정민규 | [ 9 ]  | [ 10 ] |
| 최인호 | 최인호 | 최인호 | 최인호 |
| 정은원 | 정은원 | 정은원 | 정은원 |
| 이도윤 | 이도윤 | 이도윤 | 이도윤 |

### 외야수
| 2021년 | 2022년 | 2023년 | 2024년 |
| 조한민 | [ 11 ] | [ 12 ] | [ 13 ] |
| 박정현 | 박정현 | 박정현 | [ 14 ] |
| 이진영 | 이진영 | 이진영 | 이진영 |
| 임종찬 | 임종찬 | [ 15 ] | 임종찬 |
| 최인호 | [ 16 ] | 최인호 | 최인호 |
| 이원석 | 이원석 | 이원석 | 이원석 |
| 김태연 | 김태연 | 김태연 | 김태연 |
| 김인환 | 김인환 | 김인환 | 김인환 |
|        | [ 18 ] | 이상혁 | 이상혁 |

## 같이 보기
- 한화 이글스 연도별 선수 명단